# Wang Xianbo
Wang Xianbo (kinesiska: 王 顯波), född den 28 augusti 1976, är en kinesisk judoutövare.
Hon tog OS-brons i damernas mellanvikt i samband med de olympiska judotävlingarna 1996 i Atlanta.